# Letgalli

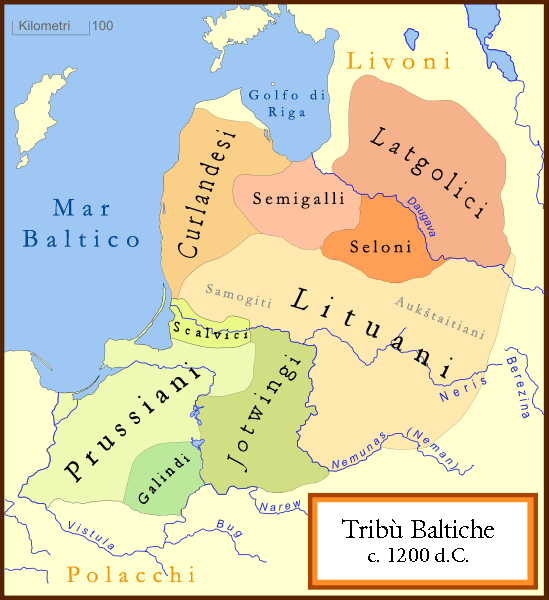
I Latgalli nel contesto delle altre tribù baltiche, attorno al 1200 d.C.. I Baltici orientali sono mostrati in marrone, quelli occidentali in verde. I confini sono approssimati.

Il termine Latgalli si riferisce agli antichi abitanti della Letgallia, regione orientale dell'odierna Lettonia.

## Storia
In lingua lettone, latgalieši si riferisce all'etnia lettone della Letgallia, che si sviluppò separatamente dal resto delle etnie della Lettonia, tra il 1621 ed il 1917, mentre latgaļi si riferisce all'antica tribù, sebbene i due termini comincino a confondersi nella lingua parlata lettone.
In lingua latgallica, il termine latgalīši e quello latgali sono tradizionalmente sinonimi che indicano sia il popolo antico che quello odierno. Il termine latgalīši (in entrambi i significati) prevale soprattutto in letteratura e nel linguaggio dei mezzi di comunicazione durante i primi decenni del XX secolo, mentre il termine latgali è stato usato (sempre in ambedue i significati) a partire dagli anni trenta. Dalla rinascita della cultura latgallica (1988), i due termini coesistono felicemente per continuare ad indicare ambedue i medesimi significati.

### L'assimilazione ai Lettoni
I Latgalli furono i primi abitanti dell'omonima regione, la Letgallia (il cui termine deriva da *Lætgale = "Terra Alta"; cfr con Semigallia, da *Zemgale = "Terra Bassa"), ed erano una tribù baltica che arrivò tra il V ed il VI secolo d.C. nella parte orientale della moderna regione di Vidzeme (ad ovest del fiume Aiviekste), e che solo più tardi si estese a tutto il territorio). Nei testi scritti, fanno la loro comparsa nell'XI secolo. Nei primi due decenni del XIII secolo, i Latgalli occidentali furono sottomessi dai crociati sassoni ed inclusi nel territorio della Livonia. Tra il XIII ed il XIV secolo furono assimilati dalle tribù baltiche orientali, diventando parte dell'etnia lettone (ed infatti il termine lettone latgalieši (Latgalli) acquisisce il significato di "Lettoni Orientali" solo nel XX secolo).
È probabile che i Latgalli orientali siano in seguito emigrati nel territorio dei Latgalli occidentali in seguito alle invasione slave che ebbero luogo tra il X ed il XI secolo. Da questo momento, la loro storia coincide con la Storia della Lettonia.

### I Latgalli nel XX secolo
Durante la prima indipendenza della Lettonia (1918-1940), la Letgallia fu l'unica regione lettone con forti partiti politici regionali; sebbene i governi lettoni promuovessero una cultura lettone unitaria, la lingua latgallica seguitò ad esistere. Veniva infatti insegnato a scuola, venivano pubblicati libri, e perfino nelle comunicazioni col governo il popolo continuò ad usare quella lingua. Furono anche ufficialmente riconosciuti come nazionalità (narodnosti) latgallica durante il primo censimento unitario dell'Unione Sovietica del 1926.
Il periodo sovietico fu un dramma per la cultura latgallica. Furono proibite l'uso e l'insegnamento della lingua, chiusi i giornali storici che pubblicavano solo in lingua latgallica (come "Ludzas Taisneiba" ("La Verità di Ludza"). Le uniche lingue riconosciute in quella provincia furono il russo ed il lettone.
Il Latgallico sopravvisse all'estero, anche se il ceppo ha rischiato l'estinzione. Oggi è usato principalmente nelle campagne e solo in famiglia, mentre in tutte le occasioni ufficiali e nelle città si usa esclusivamente il lettone. Tuttavia, una legge lettone del 2000 ha stabilito che "lo stato garantisce la salvaguardia, la protezione e lo sviluppo della lingua latgallica come forma storica della lingua lettone." 
Alcuni Latgalli si considerano come un gruppo etnico separato dai Lettoni. L'opinione più diffusa oggi è, comunque, che i Latgalli siano un sottogruppo dei Lettoni. Il numero di persone che si identifica come gruppo etnico separato dai Lettoni è sconosciuto, poiché il governo lettone non permette questa identificazione nel censimento ufficiale.